# Tabernaemontana tomentosa
Tabernaemontana tomentosa är en oleanderväxtart som först beskrevs av Jesse More Greenman, och fick sitt nu gällande namn av A.O.Simões och M.E.Endress. Tabernaemontana tomentosa ingår i släktet Tabernaemontana och familjen oleanderväxter. Inga underarter finns listade i Catalogue of Life.